# 波内里 (俄罗斯)
波内里（羅馬化：Ponyri）是俄罗斯库尔斯克州的市级镇、波内里区行政中心，位于第聂伯河流域内图斯卡里河一支流斯诺瓦河（Снова）沿岸，地处库尔斯克州北部，在州府库尔斯克北偏东方，靠近该州与奥廖尔州的州界。镇内设有同名铁路车站。
该地2021年人口有4,621人；2010年人口4,791；2002年人口4,697；1989年人口4,941。